# Krista Fanedl
Krista Fanedl Dekleva, slovenska alpska smučarka, * 1. avgust 1941, Maribor.
Fanedlova je za Jugoslavijo nastopila na Zimskih olimpijskih igrah 1964 v Innsbrucku, kjer je v smuku osvojila 31., v veleslalomu 37. mesto, v slalomu pa je bila diskvalificirana.